# Japans herrlandslag i basket

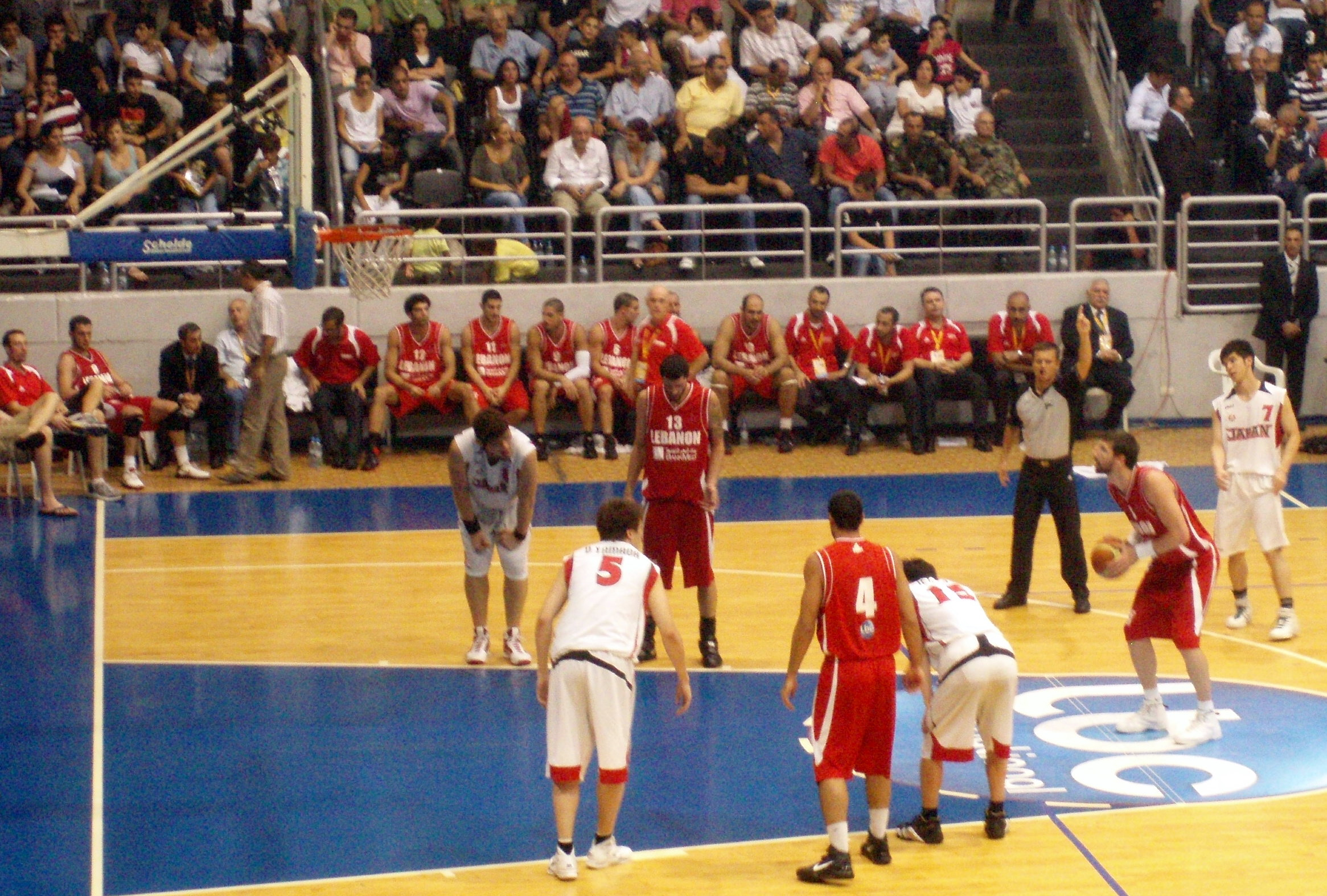
Japan i vitt mot Libanon i rött, landskamp i augusti 2010.

Japans herrlandslag i basket representerar Japan i basket på herrsidan. Laget blev asiatiska mästare 1965. och 1971.

### Fotnoter
1. ↑  Todor Krastev (1965vhämtdatum=24 juni 2015). ”Men Basketball 3rd Asia Championship 1965 Kuala Lumpur (MAS)- 28.11-11.12 Winner Japan” (på engelska). Sport Statistics. Arkiverad från originalet den 4 augusti 2008. https://web.archive.org/web/20080804165416/http://www.todor66.com/basketball/Asia/Men_1965.html.
2. ↑  Todor Krastev (1971vhämtdatum=24 juni 2015). ”Men Basketball 6th Asia Championship 1971 Tokyo (JPN)- 10-19.10 - Winner Japan” (på engelska). Sport Statistics. Arkiverad från originalet den 4 augusti 2008. https://web.archive.org/web/20080804170054/http://www.todor66.com/basketball/Asia/Men_1971.html.